# 山田村 (長崎県)
山田村（やまだむら）は、長崎県の島原半島にあった村。南高来郡に属した。1954年（昭和29年）に北東隣の守山村と合併し、吾妻村となった。
現在の雲仙市吾妻町の南西部にあたる。

## 地理
島原半島の北西部に位置する。
- 山：鉢巻山
- 島嶼：大島[2]、中ノ島、沖ノ島
- 河川：山田川、長谷川、牧ノ内川、園川、大塚川、湯田川

## 沿革
- 1889年（明治22年）4月1日 - 町村制施行により、南高来郡山田村が単独村制にて発足。
- 1912年（大正元年）10月10日 - 当村域に島原鉄道線の山田村駅（現在の吾妻駅）が開業。
- 1954年（昭和29年）4月1日 - 守山村と合併して吾妻村が発足し、山田村は自治体として消滅。

## 地名
名を行政区域とする。山田村は1889年の町村制施行時に単独で自治体として発足したため、大字は無し。
なお、山田村では名の名称を十干に置き換えて表記する。
- 甲 ／ 牛口名
- 乙 ／ 馬場名
- 丙 ／ 栗林名
- 丁 ／ 布江名
- 戊 ／ 川床名
- 己 ／ 永中名（えいちゅう）
- 庚 ／ 阿母名（あぼ）

## 交通

### 鉄道
島原鉄道
- 島原鉄道線

（愛野町） - 山田村駅 - （守山村）
現在、旧村域には山田村駅から改称した吾妻駅のほか、1955年（昭和30年）より阿母崎駅が設置されている。

## 名所・旧跡
- 弘法原遺跡
- 山田原遺跡
- 中熊台地遺跡
- 永中遺跡
- 蒐塚古墳
- 吹の原石棺群

## 山田村出身の著名人
- 栗原玉葉（画家）
- 宮崎輝（旭化成工業社長）